# 凤都镇
凤都镇是中国福建省宁德市古田县下辖的一个镇。

## 历史沿革
2004年，凤都镇桃溪、仕坂、坑里、罗坑、双山5个村划归新成立的城东街道。

## 行政区划
凤都镇共辖17个行政村，分别是：

凤都村、洋头村、桃源村、际面村、新建村、双珠村、溪头村、碗厂村、东村村、村尾村、小吉村、梅洋村、上坪村、石坑村、石峰村、上地村、长坑村、林场。